# Johanne Münter
Johanne Elisabeth Münter, född Johnson 1844, död 1921, var en dansk författare och kvinnosaksaktivist. Efter att ha rest till Japan med sin man 1895 skrev hon flera böcker om japanska kvinnor och sin egen fascination för landet. 
På 1890-talet engagerade hon sig i kvinnorörelsen och föreläste om kultur och religion på Kvindelig Læseforening. Hon gick också med i Danske Kvinders Forsvarsforening och Röda Korsets kvinnliga avdelning. 
År 1904 deltog hon i konferensen för International Woman Suffrage Alliance (IWSA) i Berlin. År 1906 grundade hon och ledde kvinnokriminalorganisationen Kvindevalgretsklubben som var medlem i Danske Kvindeforeningers Valgretsforbund. Hon var delegat vid IWSA-konferenserna i Amsterdam 1908 och London 1909.